# Fuyul Sojol
Fuyul Sojol är ett berg i Indonesien.   Det ligger i provinsen Sulawesi Tengah, i den norra delen av landet, 1 700 km nordost om huvudstaden Jakarta. Toppen på Fuyul Sojol är 2 856 meter över havet. Fuyul Sojol ingår i Pegunungan Ogoamas.
Terrängen runt Fuyul Sojol är huvudsakligen bergig, men den allra närmaste omgivningen är kuperad.Runt Fuyul Sojol är det glesbefolkat, med 20 invånare per kvadratkilometer. Det finns inga samhällen i närheten. I omgivningarna runt Fuyul Sojol växer i huvudsak städsegrön lövskog.